# Хайдебрек, Петер фон
Га́нс-А́дам О́тто Пе́тер фон Ха́йдебрек (нем. Hans-Adam Otto Peter von Heydebreck; 1 июля 1889, Кёслин, Померания — 30 июня 1934, Мюнхен) — группенфюрер СА (1933), убит во время «ночи длинных ножей».
Выходец из дворянской семьи землевладельцев.
Окончил кадетский корпус в Кёслине, военное училище Гросс-Лихтерфельд в Берлине. Служил в чине лейтенанта в 6-м егерском батальоне.
С 1914 года участвовал в Первой мировой войне, воевал на Западном фронте. Был ранен, у него ампутировали руку. С 1916 года воевал под Верденом, в Румынии, Италии и на Сомме. Командовал ротой, затем егерским батальоном на Западном фронте в чине гауптмана (капитана). Был награждён Железными крестами 1-го и 2-го класса.
В конце 1918 года сформировал для борьбы с революцией и польским национальным движением фрайкор (добровольческий корпус) в Силезии, названный его именем. Во время организованных Войцехом Корфанты польских восстаний в Верхней Силезии фрайкоры вместе с «чёрным рейхсвером» участвовали в их подавлении. Хайдебрек отличился во время штурма горы Аннаберг во время третьего польского восстания, в связи с чем стал известен в Германии как «герой Аннаберга». Руководил фрайкором до 1923 года, затем жил в своём имении, участвовал в деятельности крайне правых организаций.
В мае — октябре 1924 года был депутатом рейхстага от правой Немецкой народной партии свободы, в состав которой входили многие члены запрещённой после «пивного путча» НСДАП (вместе с ним были избраны Эрих Людендорф, Эрнст Рём, Вильгельм Фрик и другие). В 1925 году вступил в штурмовые отряды (СА), основал гау НСДАП Верхняя Силезия, сформировал первые отряды СА в Силезии, в состав которых вошли большинство членов его фрайкора. С 1933 года — командир группы СА в Померании, в том же годы был избран членом рейхстага от Штеттина. Пользовался авторитетом среди нацистов Силезии, его именем 16 марта 1934 года был названа верхнесилезская община Kandrzin. Был сторонником главы СА Эрнста Рёма.
Во время разгрома группы Рёма был арестован, подтвердил свою верность главе СА и в числе других руководителей этой организации был расстрелян эсэсовцами в мюнхенской тюрьме Штадельхайм. До последней минуты жизни оставался фанатично предан Гитлеру. Когда Хайдебрека вели на расстрел, он закричал: «Да здравствует фюрер! Хайль Гитлер!».